# Глушнево (Звонская волость)
Глушнево — деревня в Опочецком районе Псковской области России. Входит в состав Звонской волости.
Расположена в 19 км к югу от города Опочка, южнее деревни Балахи.
Численность населения по состоянию на 2000 год составляла 30 человек, на 2012 год — 27 человек.
До 2005 года деревня входила в состав ныне упразднённой Краснооктябрьской волости с центром в д. Балахи.